# Pie floater

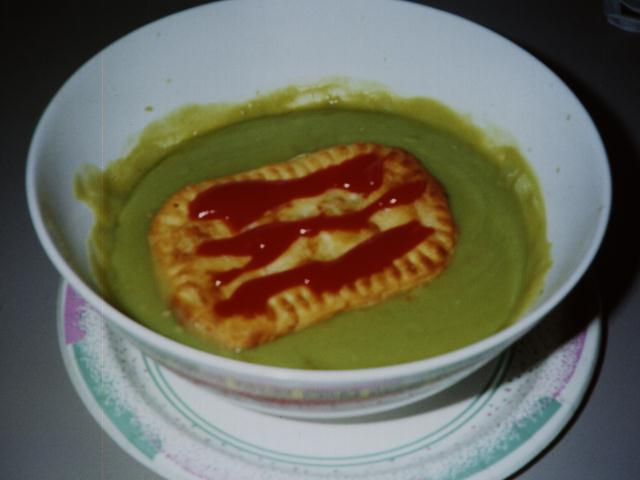
Pie floater

Pie floater (dosłownie pływający pasztecik) – potrawa pochodząca z Adelaide w Australii Południowej. Jest to połączenie "Australian meat pie" (pasztecika mięsnego w cieście francuskim) wrzuconego "do góry nogami" do zupy groszkowej i gęsto polanego keczupem.
W samej Adelajdzie sprzedawany jest on tylko w dwóch miejscach, w obu przypadkach z obwoźnych jadłodajni. Wartym odnotowania faktem jest, że piosenkarz Joe Cocker za każdym razem kiedy śpiewał w Adelajdzie życzył sobie aby dostarczono mu do hotelu właśnie floatera.
W 2003 roku został dołączony do listy "Skarbów Stanowych Południowej Australii" (South Australian Heritage Icon).